# Nemophas forbesi
Nemophas forbesi is een keversoort uit de familie van de boktorren (Cerambycidae). De wetenschappelijke naam van de soort werd in 1884 gepubliceerd door Charles Owen Waterhouse.